# 야마구치 마호
야마구치 마호(일본어: 山口 真帆, 1995년 9월 17일 ~ )는 일본의 여성 아이돌 그룹 전 NGT48의 멤버이자 배우이다.

## 소속 그룹 / 소속사
- 전 NGT48 1기생 켄온 소속.
- 친구:스가하라 리코, 하세가와 레나, 무라쿠모 후우카, 니시무라 나나코, 카도 유리아, 타카쿠라 모에카, 오구마 츠구미, 쿠사카베 아이나

## 내력
2015년
- 7월 25일, NGT48 제1기 오디션 최종 심사에서 합격. 8월 21일에 니가타시 역사 박물관에서 개최된 이벤트에서 1기생(드래프트 2기생 포함) 21명으로서 피로했다.

2016년
- 1월 10일, 정식 멤버로 승격. 팀NIII에 소속.

2017년
- 6월 17일에 개최된 《AKB48 49th 싱글 선발 총선거》에서는 53위로, 퓨쳐 걸즈에 선출되었다.

2018년
- 4월 13일, 토키 멧세에서 개최된 NGT48 단독 콘서트에서 발표된 신체제에서 팀G로 이동을 발표.
- 6월 16일에 개최된 《AKB48 53rd 싱글 세계 선발 총선거》에서는 70위로, 업커밍 걸즈에 선출되었다.
- 7월 1일, 팀G 첫 날 공연에서 부캡틴에 취임을 발표.

2019년
- 1월 8일, AKB 라이브 방송 플랫폼 'SHOWROOM'에서 2018년 12월 초 자택에서 괴한에게 습격을 당했다고 밝혔다. 악수회를 마치고 집에 돌아와 문을 막 잠그려고 할 때 밖에서 괴한이 침입하여 마호를 넘어뜨리려 하였으며, 동시에 집안에 있던 다른 괴한이 본인을 위협하였다. 탈출을 시도하는 과정에서 휴대전화를 빼앗겼으나, 괴한들이 엘리베이터 소리에 당황한 틈을 타 복도로 빠져나왔다. 괴한들은 사건 발생 1시간 만에 경찰에 연행되었으며, 조사 이후 불기소 처분을 받아 방면되었다. 본인은 트위터를 통하여 이 습격 사건의 배후에 그룹 내 다른 멤버들이 있을 것이라고 폭로하였다[1].
- 4월 21일, NGT48 극장에서 팀G 최종 공연에서 그룹 졸업을 발표했다.
- 5월 18일, 극장 졸업 공연으로 인해 NGT48를 졸업.